# Vitivinicultura no Paraná
A vitivinicultura no Paraná é uma atividade econômica da agricultura que visa a produção de uvas e o destino destas para a fabricação de vinhos e bebidas no estado do Paraná, no Brasil.
O Paraná ocupa a quarta colocação na produção nacional de uvas seguido por Bahia e Santa Catarina, atrás apenas do Rio Grande do Sul, São Paulo e Pernambuco. São produzidas no estado principalmente variedades de uva fina, de mesa e, em menor escala, a produção de uvas rústicas. Encontra-se também em expansão o cultivo de uvas com castas europeias vitis vinifera para fabricação de vinhos finos.

## Introdução

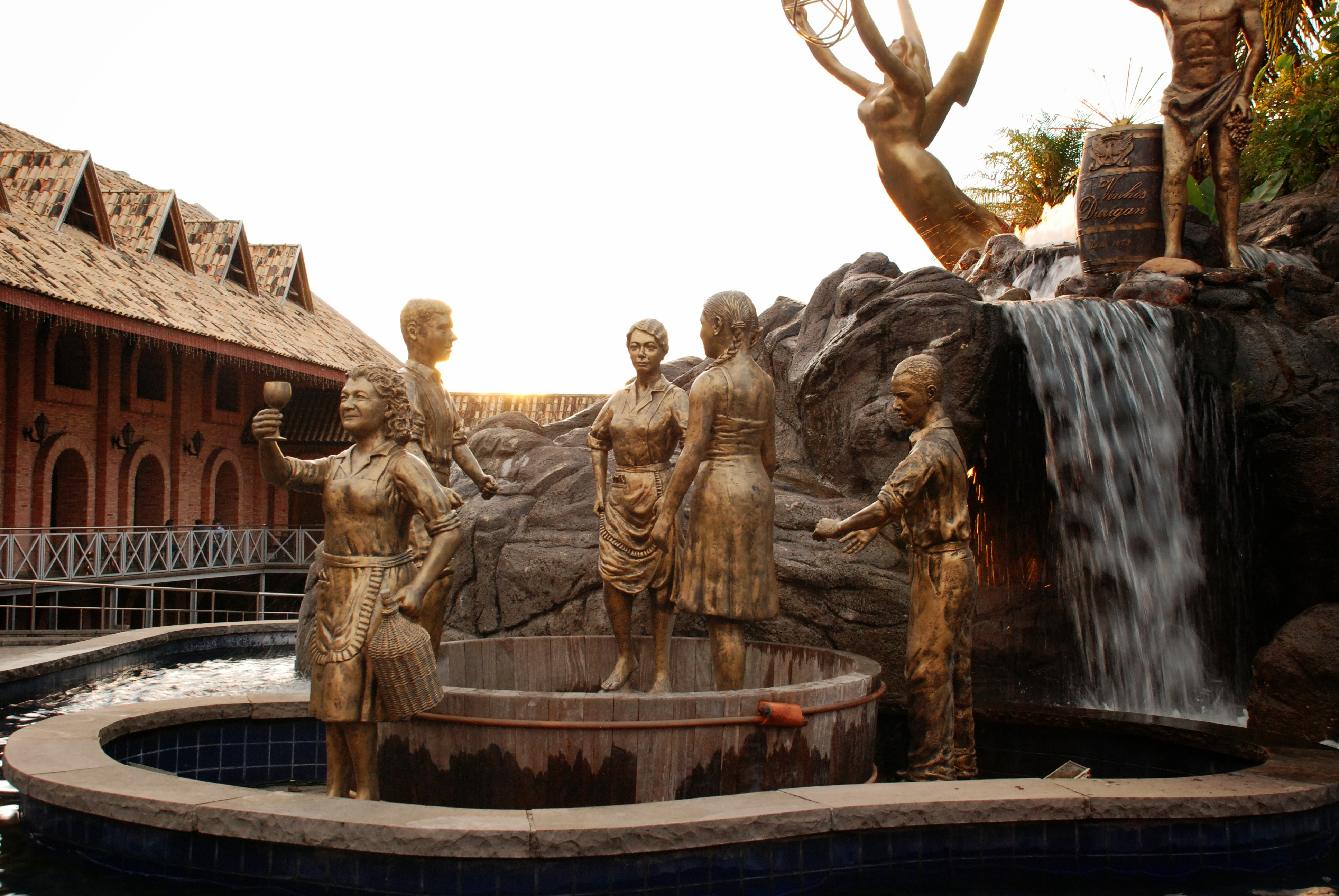
Monumento em homenagem ao vinho em Curitiba.

A produtividade média do Paraná é de 17,5 toneladas de uva por hectare, conforme o Instituto Brasileiro de Geografia e Estatística (IBGE). Na década de 2010 o Paraná contava com 5,9 mil hectares, colhendo aproximadamente 100 mil toneladas por ano. Presente em quase todo o Estado, as regiões que mais se destacam na produção de uvas são o noroeste e norte, principalmente o município de Marialva, distante 18 quilômetros de Maringá, responsável por pouco mais de 50% da produção estadual.

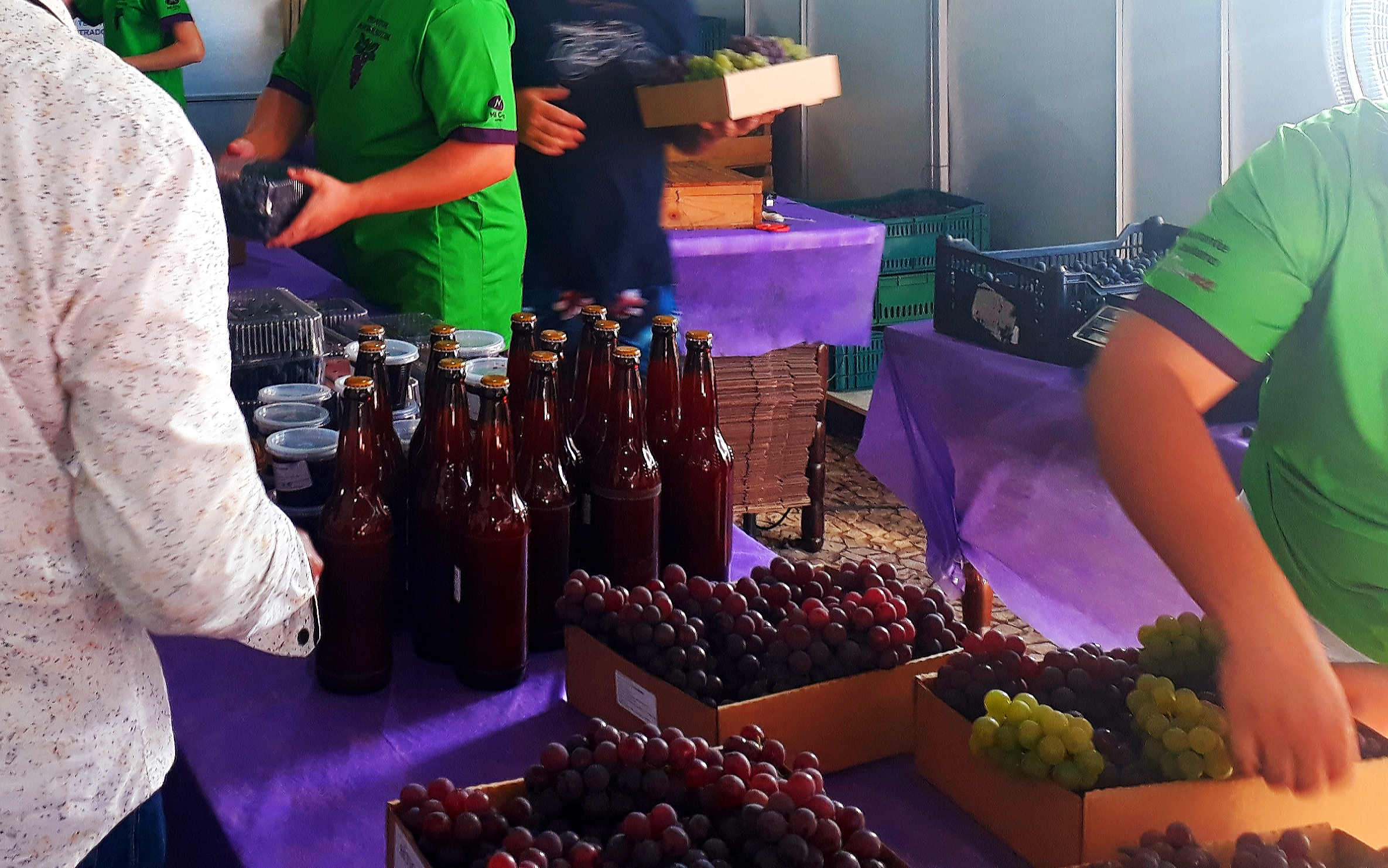
Produtos sendo comercializados durante a Festa da Uva em Ponta Grossa.

O oeste e sudoeste têm grande importância, porém, em uma atividade voltada mais para a produção de vinhos. A Região Metropolitana de Curitiba (RMC) também conta com uma boa produção, principalmente Colombo, Campo Largo e São José dos Pinhais. Exceto pelo litoral, em todas as outras regiões há presença da vitivinicultura. Entre as uvas com maior presença no Estado estão as variedades Itália, Rubi, Benitaka e Brasil. Entre as uvas rústicas, as mais produzidas são a Niágara rosada e branca e Tercy (Ives Noir).

## História

### Primeiros Tempos
A viticultura no estado do Paraná data de períodos do início da colonização, a partir de 1557 com a fundação de Ciudad Real del Guayrá pelos espanhóis jesuítas, com uvas provenientes de Buenos Aires. Essa fase terminou com a destruição das missões pelos bandeirantes.

### Século XIX

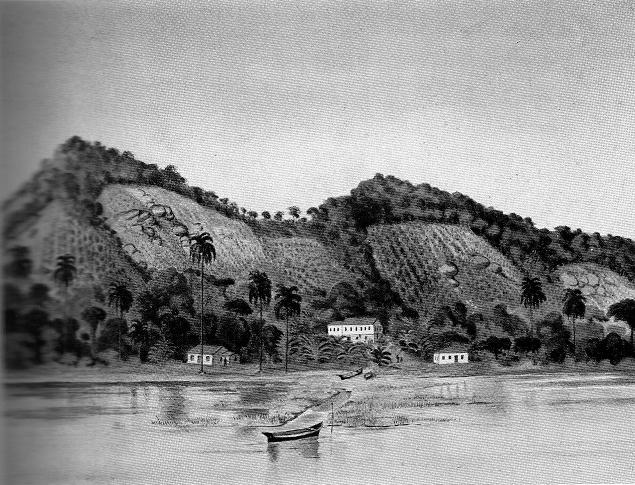
Vinhedos no Morro Barbados, Colônia do Superaguy, Séc XIX.

Em 1852 com a criação da Colônia do Superagui os colonos vindos principalmente da Suíça (Vevey) e França (Alsácia), mas também alemães e italianos, trouxeram uvas viniferas obtendo um certo sucesso fornecendo vinho para Curitiba e Santos, sendo comparado naquela época em termos de qualidade ao vinho europeu. No final da década de 1870 a Colônia contava com 6 cantinas. Nas cartas transcritas por Marjolaine Guisan e Françoise Lambert, historiadoras do museu histórico de Vevey, relatam sobre um dos seus mais ilustres moradores, o pintor William Michaud:
“...tendo especial cuidado com cultura da uva, que lhe deu boas colheitas nos declives do morro Barbados, o que o fez junto com o vizinho alsaciano Sigwalt, se dedicar a vinicultura, chegando à ter 1.000 videiras, produzindo o vinho denominado "petit Bordeaux", comparável ao suíço, como se diz no relatório oficial à Assembléia, de 31 de março de 1877: “o vinho que se produz na colônia (de Superagui) tem tido boa aceitação nesta capital".
A partir da metade do século XIX começam a chegar novos imigrantes ao Paraná. Em Colombo, no segundo ano em sua nova pátria, os colonos por meio de um abaixo assinado, pediram ao governo que providenciasse bacelos de vinha para o cultivo, pois o terreno era propício.  O pedido foi atendido, e os colonos receberam cinco caixotes contendo bacelos de vinha. Em pouco tempo todos os colonos italianos do município tinham seu parreiral e produziam vinho para o seu consumo e festas tradicionais. Havia também construída uma cantina ampla e bem arejada próxima à casa do colono, onde na época da produção do vinho eram utilizadas para a transformação da uva.

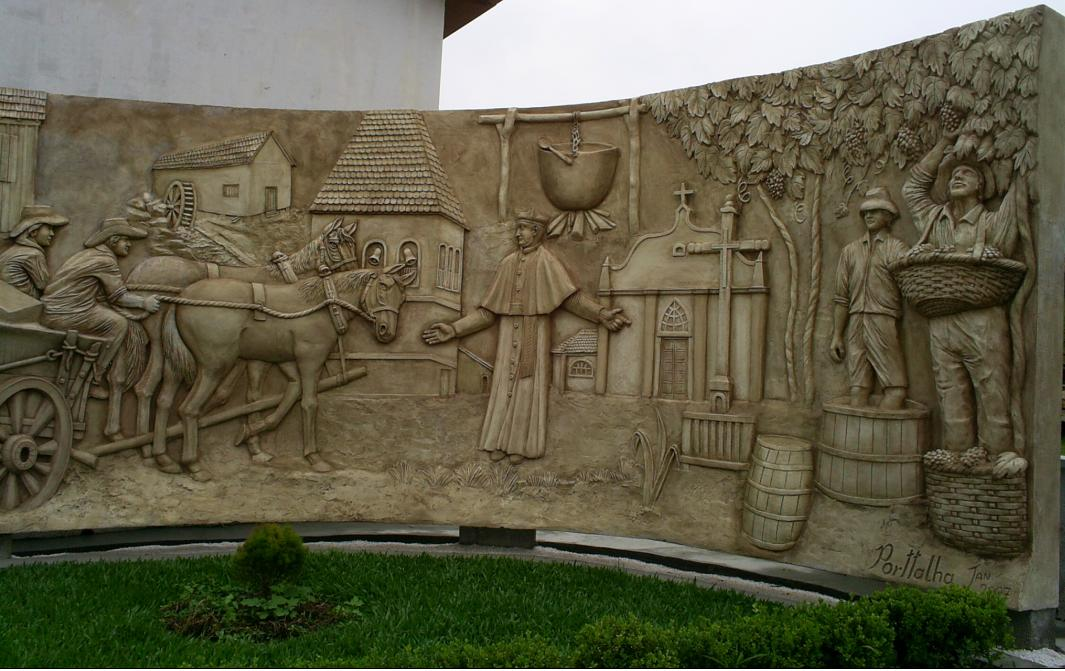
Monumento Histórico Comemorativo da Emigração Italiana, Colônia Antônio Rebouças, Curitiba.

“Em cumprimento à ordem que verbalmente deu-me Vª. Exa. Relativamente aos cinco caixotes, contendo bacelos de vinha, que vieram remetidos pelo Ministério da Agricultura para os colonos estabelecidos nas circunvizinhanças desta Capital distribuí pelos colonos de Novo Tirol, D. Pedro, Antônio Rebouças, Órleans, Alfredo Chaves, Colônia Dantas, Abranches, Lamenha, Santo Ignácio, Santa Cândida, tais bacelos de diferentes qualidades e sei que todas as ditas colônias vegetarão perfeitamente.....” (Correspondência Oficial da Província, L. 596, fl. 220) 
Uma grande tentativa de cultivo de uvas no Paraná se deu entre os anos de 1868 e 1869, por colonos franceses, para os arredores de Curitiba, porém a tentativa não teve sucesso, pois tentou se fazer uma viticultura semelhante a da França. Esta fase de implantação teve o apogeu no final deste século em Curitiba, quando se produziam uvas europeias em ambiente protegido - estufas de vidro - com destaque para as cultivares Alphonse Lavallé, Ugni Blanc e Moscatel de Hamburgo.

### Século XX

#### Primeira metade
Em 1903, em sua passagem por Curitiba, o Senador da República Tobias de Macedo descreve:
“Ultimamente, o governo do Estado instituiu prêmios para os lavradores productores do melhor trigo, alfafa e vinho. Dizem que a alfafa é de cultivo fácil e excelente qualidade. A videira é de trato difícil, exige trabalho continuado, de experiências e adaptações, para aclimar no país as espécies mais convenientes ao fabrico do vinho. Nos arredores da cidade, um agricultor inteligente, vindo de França, adolescente, tem obtido resultados muito animadores. Treze anhos tem elle consagrado aos seus trabalhos e ainda mantém em estudos mais de duzentas variedades. O seu campo de exploração mede cem mil metros quadrados, onde florescem de quinze a vinte mil videiras, que lhe têm dado quarenta pipas de vinho e poderiam produzir até cem.
Depois de percorrer os vinhedos e provar das uvas, assentei-me com os companheiros á sombra das arvores, em volta de uma mesa. O sitio pitoresco, a frescura do clima, a palestra sugestiva, fizeram-me quebrar a abstinência costumada. Não tenho o habito do vinho, mas presumo poder avaliar-lhe a pureza. Como bom francez e bom vinhateiro, ameaçou-nos o Sr. Poplade com três qualidades: Saint-Emilion, Bergerac e Chaussy-Gris. Tive a coragem de provar de todas, e de uma, mais do que esperava e não me arrependi da audácia. O vinho era novo mas muito puro, de agradável aroma e sabor.”
A fase de expansão da cultura da videira no estado se deu em meados do século XIX com variedades de uvas rústicas (americanas) trazidas do estado de São Paulo, e fixadas nos arredores de Curitiba, sendo predominantes as cultivares Bordô ou Terci, a Goethe, Concord, Isabel entre outras.
Contudo, a grande inserção e fixação da cultura se deram com as cultivares Isabel e Terci (ou Bordô, Ives) pelos colonos italianos, nos arredores de Curitiba e nos municípios de fronteira com o estado de Santa Catarina. Mais recentemente, por volta de 1940, uma importante nova área, de viticultura altamente tecnificada, se estabeleceu na região norte do Paraná.
A introdução da cultura da uva no Norte Pioneiro entrou na propriedade agrícola pelas mãos de agricultores japoneses que se haviam instalado na região para o cultivo do café. A prosperidade veio do pioneirismo de Toshikatsu Wakita que na década de 60, trouxe a uva fina para a região, atual base da economia. Apesar dos bons resultados obtidos pelos primeiros colonizadores, a cultura inicialmente teve seu cultivo quase que restrito aos membros da colônia japonesa. Em 1975, com o advento da grande geada que dizimou os cafezais da região, a viticultura mostrou ser uma opção viável aos pequenos produtores do município, que expandiram o seu cultivo na região.
Com ocupação do Sudoeste por descendentes de italianos e alemães vindos de outras regiões do Paraná, de Santa Catarina e do Rio Grande do Sul, deu-se uma grande expansão e desenvolvimento da vitivinicultura na região. Hoje conta com um setor bem organizado e estruturado em diversos municípios.

#### Segunda metade
Até a década de 1960, a viticultura foi considerada uma atividade de grande importância econômica em todo o estado, também fortemente associada a tradições socioculturais. Além das cantinas para auto consumo, já no início do século, foram implantadas grandes adegas como a Vinhos Paraná, Colombo, Guarise, Vinícola Campo Largo, Vinhos Durigan, Santa Felicidade,... Esse mercado vai se manter vantajoso até meados da década de 60, quando emerge a crise da uva e do vinho.
O início dos anos 60 foi marcado pelo declínio da viticultura. Diversos fatores contribuíram para a decadência da produção: 
- A valorização do mercado imobiliário na [região metropolitana de Curitiba] tornou os terrenos muito caros para viticultura, 
- O fechamento de institutos de pesquisa como a Sub-Estacão de Enologia de Campo Largo deixando o setor carente em tecnologia e vulnerável a doenças como a "pérola" (Rizococus brasiliensis), 
- Queda de produtividade por esta doença quando não a perda total de muitos parreirais, 
- A queda do preço do vinho, associada à perda de competitividade para o vinho do Rio Grande do Sul, que passou a ser importado em grandes quantidades pelas vinícolas locais, 
- A diminuição do consumo do vinho em função da competitividade de outras bebidas, como a cerveja, 
- O crescimento da demanda por olerícolas mostrando perspectivas de maiores rendimentos, principalmente com a substituição dos parreirais pelo plantio de chuchu, o que permitia o aproveitamento das estruturas de suporte já existentes e problemas organizacionais na cooperativa local de produtores de uva e vinho.
Em conjunto, estes fatores levaram à redução em grandes proporções das áreas de cultivo de uva. Em muitos casos, isto significou a opção pela especialização na produção de hortaliças. Em outros significou uma situação de crise.

#### Variedades autóctones

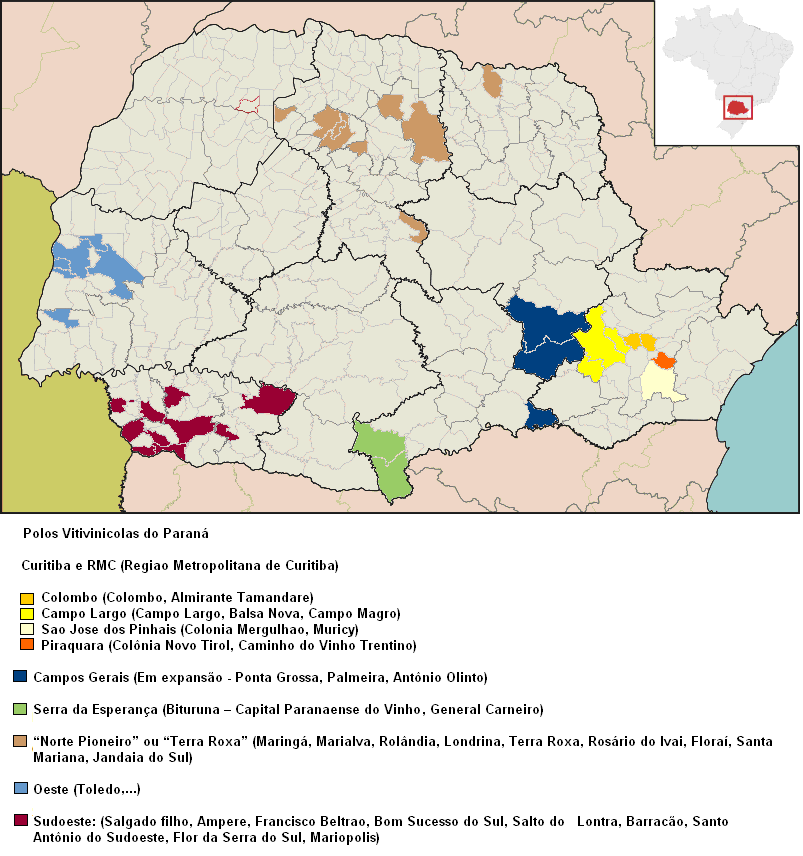
Pólos Vitivinícolas do Estado do Paraná

Rubi, Benitaka, Brasil. Essas três variedades de uva graúda e de cor forte já são conhecidas em todo país e até fora dele, graças ao olhar atento e a paciência oriental de dois agricultores do norte do Paraná. Em 1973, o fruticultor Kotaro Okuyama, proprietário rural no município de Santa Mariana, em operação feita com a finalidade de retirar bagas estragadas, descobriu um cacho com 10 a 12 bagas de coloração avermelhada. O Sr. Hashima, engenheiro agrônomo, logo verificou que se tratava de uma mutação somática. Concomitantemente, Okuyama observou quase que diariamente o que ocorria com o cacho. Após 4 anos de observação, cuidou-se da multiplicação, deixando o ramo original, mas aproveitando a ramificação que mantinha a mesma característica. Hoje a uva rubi é plantada em quase todas as regiões produtoras do país e inclusive fora dele. Há cultivos na Europa e no Japão.
Em 1989, a 200 km de Santa Mariana, no município de Floraí ocorreu caso semelhante com o produtor Sr. Sadao. A nova variedade foi batizada com o nome de Benitaka, que em japonês significa vermelho forte. Antes mesmo da Benitaka se espalhar pelos quatro cantos do país, as parreiras da nova variedade fizeram outra surpresa pro Sr. Sadao. Três anos depois da Benitaka, apareceu na propriedade uma nova mutação genética, que deu origem a uma uva de cor bem escura que ele batizou de uva Brasil.

#### Principais regiões produtoras
O Paraná é um estado marcado pela produção pulverizada de uva e de vinho. Nas regiões noroeste e norte do estado, se destacam os municípios de Marialva (responsável por pouco mais de 50% da produção estadual de uvas finas), e ainda Rolândia, Maringá e Londrina. As principais variedade cultivadas nessa região são Italia, Rubi, Benitaka e Brasil. Mais ao sul dessa região se destaca o município de Rosário do Ivaí, capital Paranaense da Uva Niágara, com cerca de 150ha da uva.
No Primeiro Planalto Paranaense, ou "Campos de Curitiba" como é mais conhecido, é tradicional pela produção de vinhos de mesa, em especial vinhos à base de uva do tipo Terci (Bordô). Tais vinhos, são comercializados em vinícolas localizadas em boas estruturas e bem freqüentadas, graças à existência de roteiros turísticos, como o Circuito Italiano de Turismo Rural e o Caminhos do Vinho, nos municípios de Colombo e São José dos Pinhais. Em Curitiba, no bairro de Santa Felicidade, e em Campo Largo se concentram algumas das maiores vinicolas do pais.
Na mesma latitude, a oeste de Curitiba, se destacam os municípios dos Campos Gerais como Ponta Grossa, Palmeira, Antônio Olinto, Rebouças e atualmente, Guarapuava. Além destas se destacam a região sudoeste, Oeste com destaque para Toledo, e o Norte Pioneiro. Mais para o sul, o cultivo da videira ocorre em mosaicos pelos municípios de Rio Negro, Mallet, União da Vitória, Bituruna e General Carneiro. 
O diferencial do estado é certamente a altitude e o clima frio associados a terrenos bem drenados. Calcáricos e arenosos na RMC, e basálticos no interior do estado, que são os fatores que mais tem influencia na época da maturação à colheita. A precipitação é em media menor que na Serra Gaúcha, por exemplo, e a altitude maior. Em relação às temperaturas, o frio se intensifica do norte para o sul do estado, com ocorrência frequente de geadas no inverno e, em algumas regiões, também na primavera, produzindo a quantidade de horas de frio suficiente para que a planta tenha um bom repouso e acumulo de energia no inverno. Temperaturas de até -10C graus são comuns no interior do estado e ocasionalmente também ocorrência de neve.

### Tempos atuais e perspectivas futuras

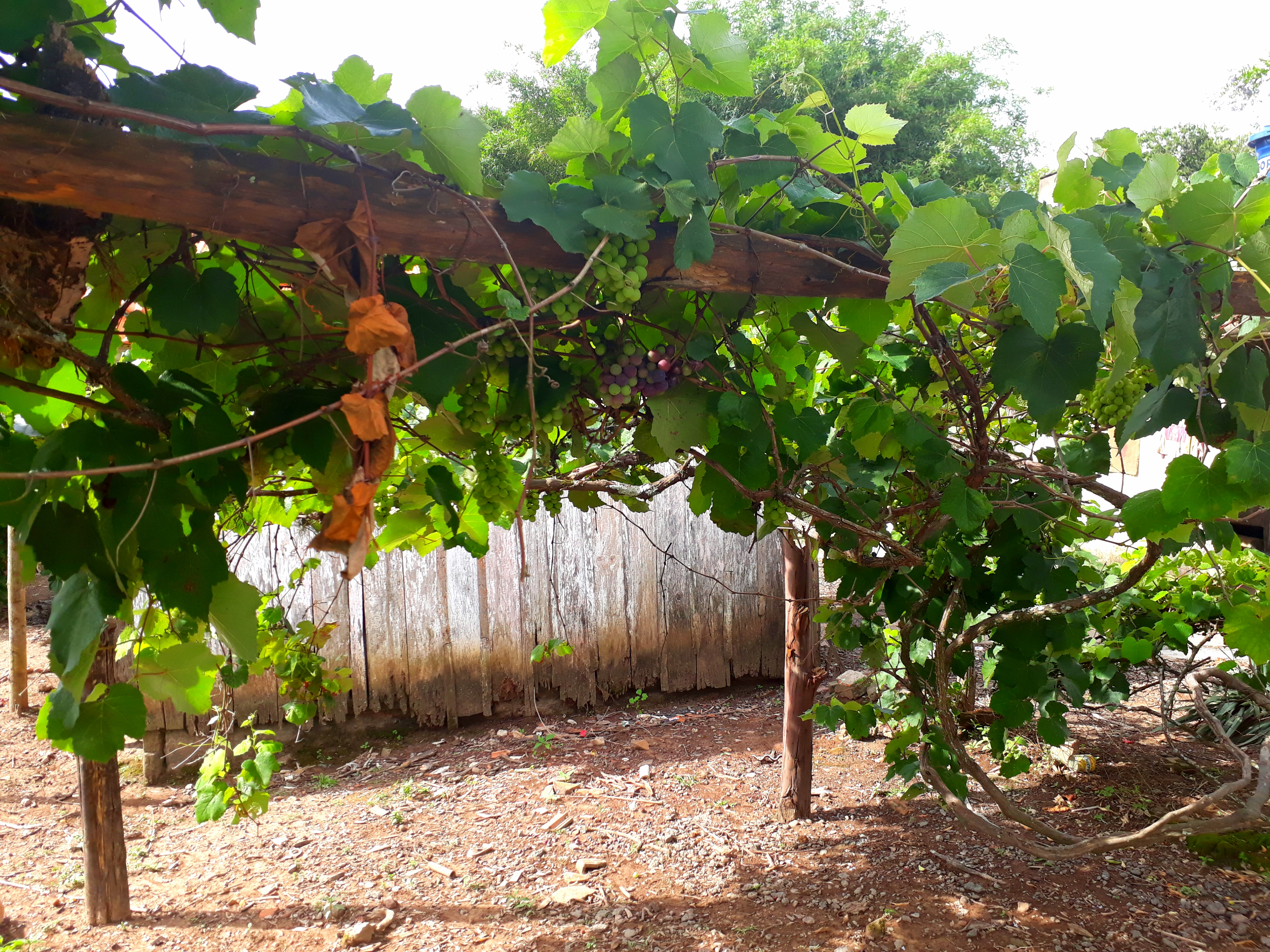
Vista de videira em uma propriedade rural do município de Ortigueira em 2017.

Recentemente o estado vem tendo uma fase próspera principalmente com o melhoramento de porta enxertos resistente a pérola-da-terra e desenvolvimento de novas variedades pelo Iapar que vem melhorando a resistência da videira. A isenção do ICMS em 2007 no estado incentivou as empresas, produtores, entidades do governo, de pesquisa, prefeituras a se reorganizarem. Um dos mais importante passos também foi a criação da “Escola da Uva e do Vinho” junto à Embrapa Florestas em Colombo dando capacitação técnica para vinhos, sucos e outros derivados da uva como vinagre e grappa. No ano de 2020 o Paraná produziu 60 mil toneladas de uva, o que representava 3,6% da produção nacional e 1% do vinho feito no Brasil. O estado conta com 28 grandes vinícolas.